# 太史儋
太史儋（?—?），名儋，战国时周王室太史官。
前374年（周烈王二年、秦献公十一年）太史儋从成周西去秦国，见到秦献公，对秦献公说：“开始周朝与秦国合而分，分开五百载复合，合七十年而霸王者出现。”预见秦国将称霸。在西汉就有人认为太史儋即老子，有人认为不是。